# 금난초
금난초(金蘭草)는 한반도 중부 이남과 일본·중국 등에 분포하는 여러해살이풀로 높이는 40-70cm이다. 잎은 6-10장, 긴 타원형이며, 길이 8-15cm, 폭 2-4cm, 잎의 밑동은 줄기를 감싼다. 꽃은 황색으로 반쯤 열리고, 3-10송이가 총상꽃차례를 이룬다. 곁꽃잎은 꽃받침보다 약간 짧고, 입술꽃잎은 3갈래지며, 측편은 삼각형으로 암술대를 싼다. 가운데 열편은 끝부분이 구부러지고 내면에 자홍색의 줄이 쳐진다. 암술대는 서고 꽃가루 주머니는 길다. 개화기는 4-6월이며 꽃이 금빛이 난다고 해서 금난초라고 한다.